# Ctenobrycon
Ctenobrycon – rodzaj słodkowodnych ryb kąsaczokształtnych z rodziny kąsaczowatych (Characidae). 

## Występowanie
Ameryka Południowa.

## Klasyfikacja
Gatunki zaliczane do tego rodzaju:
- Ctenobrycon alleni
- Ctenobrycon hauxwellianus
- Ctenobrycon multiradiatus
- Ctenobrycon oliverai
- Ctenobrycon spilurus – tarczyk srebrzysty[3], tarczyk[4], płaszczak srebrzysty[5]

Gatunkiem typowym jest Tetragonopterus hauxwellianus (C. hauxwellianus).